# Konny Goes Wild!
Konny Goes Wild! ist eine Survival-Reality TV-Serie mit Konny Reimann und einem jeweils neuen Kandidaten pro Folge, die von dem Fernsehsender RTL II ausgestrahlt wird.

## Konzept
Das Sendeformat ist an die erfolgreiche US-amerikanische Sendereihe Dual Survival angelehnt. Konny Reimann und ein weiterer Kandidat werden in der Wildnis ausgesetzt und müssen eine vorgegebene Strecke in vier Tagen mit eigenen Mitteln bewältigen. Je nach Umgebung müssen sie ihre Nahrung selbst beschaffen oder auf einer Karte eingezeichnete Stellen finden, wo für sie Depots mit Wasser und Essen versteckt wurden. Die Spannung und Komik werden durch die jeweils sehr unterschiedlichen Charaktere erzeugt, die sich mit ihren unterschiedlichen Talenten auf gemeinsame Strategien einigen und gegenseitig auch in Stresssituationen „ertragen“ müssen. Die Ehefrauen werden am Rande ebenfalls porträtiert, während die Männer zu Anfang ein zweitägiges Survival-Training absolvieren.

## Produktion
Es wurden bisher fünf Folgen produziert. Die erste Folge wurde Anfang 2017 im Dschungel auf der Insel Hawaii gedreht. Konnys Partner war Chris Töpperwien. Die zweite Folge mit Michael Wendler an Konnys Seite wurde 2018 in der Wüste bei Moab in Utah, die dritte mit Thorsten Legat im November 2018 in Südafrika, die vierte mit Joey Heindle im Juni 2018 im Yukon und die fünfte Folge mit Mike Süsser ebenfalls im November 2018 in Südafrika gedreht. Die Produktionsfirma ist Constantin Entertainment, die auch die Sendereihe Die Reimanns – Ein außergewöhnliches Leben für RTL II produziert.

## Ausstrahlung
| Staffel 1 |                  |                  |                                |
| Folge     | Erstausstrahlung | Gast             | Ort                            |
| 1         | 20.11.2017       | Chris Töpperwien | Dschungel auf der Insel Hawaii |
| 2         | 15.04.2019       | Michael Wendler  | Wüste bei Moab in Utah         |
| 3         | 12.08.2019       | Thorsten Legat   | Südafrika                      |
| 4         | 19.08.2019       | Joey Heindle     | Yukon                          |
| 5         | 26.08.2019       | Mike Süsser      | Südafrika                      |

## Rezeption
In Social Media drückten die Zuschauer zunächst ihre Verwirrung über die Tatsache aus, dass die in den Sendungen präsentierten Ehefrauen bei drei der fünf Kandidaten gar nicht mehr dem aktuellen Stand entsprachen. In dem Zeitraum zwischen Produktion und Ausstrahlung hatten sich Töpperwien, Wendler und Heindle bereits von ihren Ehefrauen getrennt und zum Teil neu verheiratet. Süsser reiste mit seiner Küchenhilfe an, da er schon geschieden war. Medienkritiker widmeten sich in ihren Beiträgen besonders der zweiten und vierten Folge. Anja Rützel hob die Situationskomik in der zweiten Episode hervor, als Wendler versuchte, die Luftmatratze aufzublasen, während er darauf liegt. Sie findet es nachvollziehbar, dass Reimann schon am zweiten Tag von seinem Survival-Partner so gereizt ist, dass er ausruft: „Ich hasse meine eigene Sendung!“ Als einen „schönen Treppenwitz“ bezeichnet sie in Anbetracht seiner neuen Liebschaft Wendlers Äußerung am Ende der Sendung: „In meinem Alter finde ich doch auch keine andere [Frau] mehr.“ Das Online-Magazin Web.de bezeichnet in der vierten Folge die Floßfahrt durch Stromschnellen auf dem Yukon River „wie eine Szene aus Star Wars – mit Jedi-Schüler Joey und Konny als Yoda.“
Die erste Episode erreichte einen Zielgruppenanteil von 5,6 % und wurde von 1,07 Mio. Zuschauern gesehen. Die zweite Episode erreichte einen Marktanteil von 5,4 % bei der werbeaffinen Zielgruppe 14–49 Jahre und wurde von insgesamt 1,01 Mio. Zuschauern verfolgt. In den folgenden Episoden lagen die Werte leicht darunter.